# Alfons Rebane
Pour les articles homonymes, voir Rebane.
Alfons Vilhelm Robert Rebane, connu simplement comme Alfons Rebane, né le 24 juin 1908 à Valga et mort le 8 mars 1976 à Augsbourg, est un militaire estonien.

## Biographie
Officier militaire estonien le plus décoré au cours de la Seconde Guerre mondiale, il sert dans diverses unités militaires du Troisième Reich contre les forces armées de l'Union des républiques socialistes soviétiques.
Après la Seconde Guerre mondiale, Rebane devient un agent du Secret Intelligence Service (SIS/MI6) pour lequel il joue un rôle clé en aidant la résistance armée au régime soviétique en Estonie et d'autres pays baltes. Il dirige la partie estonienne de l'opération Jungle dans les années 1950.
En 1961, Rebane s'installe en Allemagne et cesse sa collaboration avec le SIS.
Sa réinhumation à Metsakalmistu en Estonie en 1999 avec les honneurs militaires déclenche un certain nombre de controverses.